# Chez nous (film, 2017)
Pour les articles homonymes, voir Chez nous.
Pour plus de détails, voir Fiche technique et Distribution.
Chez nous est un film franco-belge coécrit et réalisé par Lucas Belvaux, sorti en 2017.
Bien que tous les noms et désignations de partis soient fictifs, le film traite de l'extrême droite française, notamment du Front national et de sa stratégie de dédiabolisation.

## Synopsis
À Hénart, dans le Pas-de-Calais, Pauline Duhez (Émilie Dequenne) est infirmière libérale. Tous les jours, elle est confrontée à la misère sociale, à la disparition des services publics, tout en jonglant avec une vie personnelle bien remplie : son père, ancien métallurgiste malade de l'amiante dont elle s'occupe, et ses enfants, qu'elle élève seule. Un jour, le docteur Philippe Berthier (André Dussollier), médecin fortuné et ancien député européen, lui propose de se présenter aux élections municipales en tête de la liste du Rassemblement national populaire (RNP), un mouvement populiste fondé par Agnès Dorgelle (Catherine Jacob), présidente du Bloc Patriotique, un parti d'extrême-droite. Réticente, Pauline se laisse séduire par le discours de la présidente du RNP, à la fibre sociale et en appelant au peuple, du docteur Berthier, qui évoque la notoriété et l'empathie de Pauline, et le soutien de ses amis, dont certains se révèlent ouvertement racistes. Après avoir accepté d'être candidate, la vie de Pauline change radicalement, certains de ses proches se détournent d'elle et n'est plus la bienvenue chez certains de ses patients.

## Fiche technique
Sauf indication contraire, les informations mentionnées dans cette section peuvent être confirmées par la base de données cinématographiques Unifrance,  présente dans la section « Liens externes ».
- Titre original : Chez nous
- Réalisateur : Lucas Belvaux
- Scénariste : Lucas Belvaux et Jérôme Leroy
- Musique : Frédéric Vercheval
- Décors : Frédérique Belvaux
- Costumes : Dorothée Guiraud
- Photographie : Pierric Gantelmi d'Ille
- Son : Luc Thomas
- Montage : Ludo Troch
- Production : David Frenkel ; Patrick Quinet (coproduction)
- Sociétés de production : Synecdoche ; Artémis Productions (coproduction) ; SOFICA Cofimage 28, LBPI 10, Manon 7 (en association avec)
- Sociétés de distribution : Le Pacte (France) ; Agora Films Suisse (Suisse romande), Cinéart (Belgique)
- Pays d'origine :  France
- Langue originale : français
- Format : couleur
- Genre : drame
- Durée : 118 min
- Dates de sortie :
  - Pays-Bas : 30 janvier 2017 (International Film Festival Rotterdam)
  - France : 22 février 2017
  - Belgique : 1er mars 2017
  - Suisse romande : 8 mars 2017

## Distribution
- Émilie Dequenne : Pauline Duhez
- André Dussollier : Philippe Berthier
- Guillaume Gouix : Stéphane Stankowiak
- Catherine Jacob : Agnès Dorgelle
- Anne Marivin : Nathalie Leclerc
- Patrick Descamps : Jacques Duhez
- Charlotte Talpaert : Nada Belisha
- Michel Ferracci : Dominique Orsini
- Mateo Debaets : Tom
- Coline Marcourt : Lili
- Corentin Lobet : Yo
- Thibault Roux : Max
- Stéphane Caillard : Victoire Vasseur
- Cyril Descours : Jean-Baptiste Verhaeghe
- Julien Roy : Bernard Tovi
- Bernard Mazzinghi : Alexandre de Mareuil
- Gérard Dubouche : François Marcillac
- Bernard Eylenbosch : Erwann
- Christophe Moyer : Éric
- Tom Robelin : Cyril
- Manon Wathelier : Anaïs
- Ludovic Molière : Jean
- Évelyne El Garby-Klaï : Madame Oumaouche
- Iman Amara-Korba : Djamila Oumaouche
- Jeannine Le Gru : Madame Rolin
- Jean-Louis Sbille	: M. Biaggi
- Ulrich Vanacker : Le père en colère
- Pierre Degand : Skieur

## Production
Le tournage a lieu à Lens, à Béthune, à Hersin-Coupigny et à Bruay-la-Buissière dans le Nord-Pas-de-Calais, entre le 10 mai et le 4 juillet 2016,,,,,.

## Accueil

### Critiques
Mathieu Macheret du Monde regrette que le réalisateur Lucas Belvaux, en s'engageant ainsi sur le front politique, perde son cinéma. Le film serait plombé « par une mise en scène sursignifiante. ». Pour Les Inrocks, ce portrait de campagne « n'évite pas toujours le schématisme », le film n'échappant pas aux « raccourcis et surlignages ». Les Échos déplorent derrière l'intention à l'œuvre un scénario « convenu », une « intrigue schématique » et des « personnages caricaturaux, à l'exception d'Emilie Dequenne » pour finalement se demander « si ce film sans nuances ne rate pas sa cible ».
Beaucoup plus positif, François Quenin, chroniqueur pour Culture-Tops, voit dans le film une « réussite exceptionnelle » servie notamment par la présence d'Émilie Dequenne. Et selon La Libre, « Lucas Belvaux démonte lumineusement le mode opératoire du FN ».

### Box-office
| Pays ou région | Box-office      | Date d'arrêt du box-office | Nombre de semaines |
| -------------- | --------------- | -------------------------- | ------------------ |
| France         | 309 781 entrées | 12 avril 2017              | en cours           |
| Mondial        | NC              | -                          | -                  |

## Polémiques

### Réactions
Le film décrit l'implantation d’un parti d’extrême droite dans le Nord de la France, ce qui suscite plusieurs réactions de dirigeants du Front national.
Le vice-président du FN, Florian Philippot déclare dans l'émission Grand rendez-vous Europe 1-iTélé-Les Échos diffusée le 1er janvier 2017 que ce film est selon lui « absolument inadmissible » en raison de son sujet et de sa sortie programmée peu de temps avant l'élection présidentielle de 2017. « On est à deux mois de l'élection présidentielle. Les films français sont financés par le contribuable français, donc en partie par beaucoup d'électeurs du Front national [...] Nous trouvons cela absolument inadmissible. Peut-être faudrait-il mettre le budget de ce film sur les comptes de campagne de nos adversaires. Je ne plaisante même pas en disant cela », ajoute-t-il. Steeve Briois, le maire FN d’Hénin-Beaumont, publie un tweet désobligeant : « Pauvre Marine Le Pen, qui est caricaturée par ce pot-à-tabac de Catherine Jacob. Un sacré navet en perspective ».
En réponse à ces accusations, le réalisateur Lucas Belvaux répond que si son film est « un film engagé », ce n'est pas un « film militant », que « ce n'est pas tant un film anti-FN qu'un film sur le discours populiste ».
La municipalité FN du Luc décide en mars 2017 de déprogrammer la diffusion en salle du film, obligeant la ministre de la culture à réagir.

### Situation politique décrite dans le film
Lucas Belvaux explique dans une interview au journal Le Monde, que son film porte « l'ambition de décrire dans sa complexité l'implantation d'un parti en quête de respectabilité ». Il se définit comme un « cinéaste de gauche, mais refuse que son étiquette politique colle à son film ». À ses yeux, le FN est un parti « pétainiste […], fasciste, antisémite, raciste » qui « aime une France morte ». Il reconnaît également « qu'on s'est dépêché pour être prêt à temps » avant l'élection présidentielle afin de « participer au débat »,.
Jérôme Leroy, coscénariste du film est aussi l'auteur en 2011 du livre remarqué Le Bloc (Gallimard) qui mettait en scène un parti d'extrême droite, nommé le « Bloc Patriotique » et dirigé par « le Vieux » Roland Dorgelles, puis par sa fille Agnès Dorgelles, dont le nom est repris dans le film.
Le titre du film est une reprise du slogan « On est chez nous ! » fréquemment scandé lors des meetings et manifestations d'extrême droite.
Le rôle de Catherine Jacob qui incarne la cheffe d'un parti nationaliste fait référence à la femme politique Marine Le Pen,. Pour les besoins de ce rôle, elle a les cheveux blonds coupés au carré et porte des tenues similaires à celles que porte la présidente du Front national.
Un discours d'Agnès Dorgelle critique des politiciens notamment sur leurs promesses de campagnes non-tenues : la fracture sociale, les cités au Kärcher et l'opposition au monde de la finance. Ces thèmes sont respectivement de Jacques Chirac, Nicolas Sarkozy et François Hollande.
Il est présenté un site internet « Hénart Vérité » ayant comme thématique la résistance identitaire et le grand remplacement, évoque la fachosphère.
André Dussollier et Guillaume Gouix incarnent des membres du « Bloc patriotique » qui sont les deux faces opposées et contradictoires de ce parti extrémiste : le premier un médecin en costume-cravate au discours policé qui tente de « dédiaboliser » son parti, tandis que le second en blouson en cuir scande des propos xénophobes et tabasse des immigrés la nuit.
Le film se déroule dans la région Hauts-de-France (participation à un match du Racing Club de Lens au stade Bollaert, bassin minier environnant, terrils, maisons en brique rouge, domaine skiable de Nœux-les-Mines, etc.) où Marine le Pen est conseillère régionale. L'histoire se passe dans la commune fictive d'Hénard, mais on y devine une transposition de la commune d'Hénin-Beaumont dirigée par le Front national, commune dont le nom jusqu'en 1971 était Hénin-Liétard. C'est ce dernier nom, contracté, qui sert pour la commune fictive.

### Documentation
- Dossier de presse Chez nous.